# Possibilidade lógica
Possibilidade lógica refere-se a uma proposição  que pode ser a consequência lógica de outra, baseada nos axiomas de um dado sistema lógico.Portanto, uma proposição logicamente  possível é aquela que é consistente com os axiomas do sistema lógico dentro do qual é formulada. Logo, a possibilidade de uma proposição irá depender do sistema lógico utilizado. 
Alguns sistemas lógicos restringem inferências baseadas em proposições inconsistentes ou permitem verdadeiras contradições, outros enquanto outros têm uma lógica multivalorada em vez de um binário de valores de verdade (verdadeiro ou falso).
Todavia, quando se fala de possibilidade lógica, geralmente assume-se  que o sistema em questão é a Lógica proposicional clássica.
A possibilidade lógica deve ser diferenciada de outros tipos de possibilidades subjuntivas. Por exemplo, pode ser logicamente possível que as leis físicas do universo sejam diferentes do que realmente são. Nesse caso, muitas coisas - que, para nós, são consideradas comprovadamente impossíveis - podem ser logicamente possíveis: por exemplo, viajar mais rápido do que a luz ou escapar dos buracos negros pode ser possível. Muitos filósofos, então, têm sustentado que esses cenários são logicamente possíveis, mas nomologicamente impossíveis, isto é, impossíveis, segundo as leis da natureza.
Com esta compreensão de possibilidade lógica em mente, outras modalidades lógicas podem ser definidas:
- uma proposição é logicamente necessária se não é possível que ela seja falsa em algum sistema lógico
- uma proposição é logicamente impossível se não é possível que ela seja  verdadeira em algum sistema lógico
- uma proposição é logicamente contingente se for logicamente possível que ela seja verdadeira e logicamente possível que seja falsa

A possibilidade lógica distingue-se da possibilidade metafísica: enquanto a primeira refere-se ao que é permitido em um sistema lógico, a segunda diz respeito ao que pode ser verdadeiro em (ou existe em) algum mundo possível. Assim, algumas proposições são logicamente possíveis (em um dado sistema lógico) embora metafisicamente impossíveis, ou  logicamente impossíveis, podendo ser verdadeiras em algum mundo possível. Mas alguns filósofos sustentam que a possibilidade lógica é mais ampla do que a possibilidade metafísica, de modo que qualquer coisa que seja metafisicamente possível é também logicamente possível.